# Намнеты

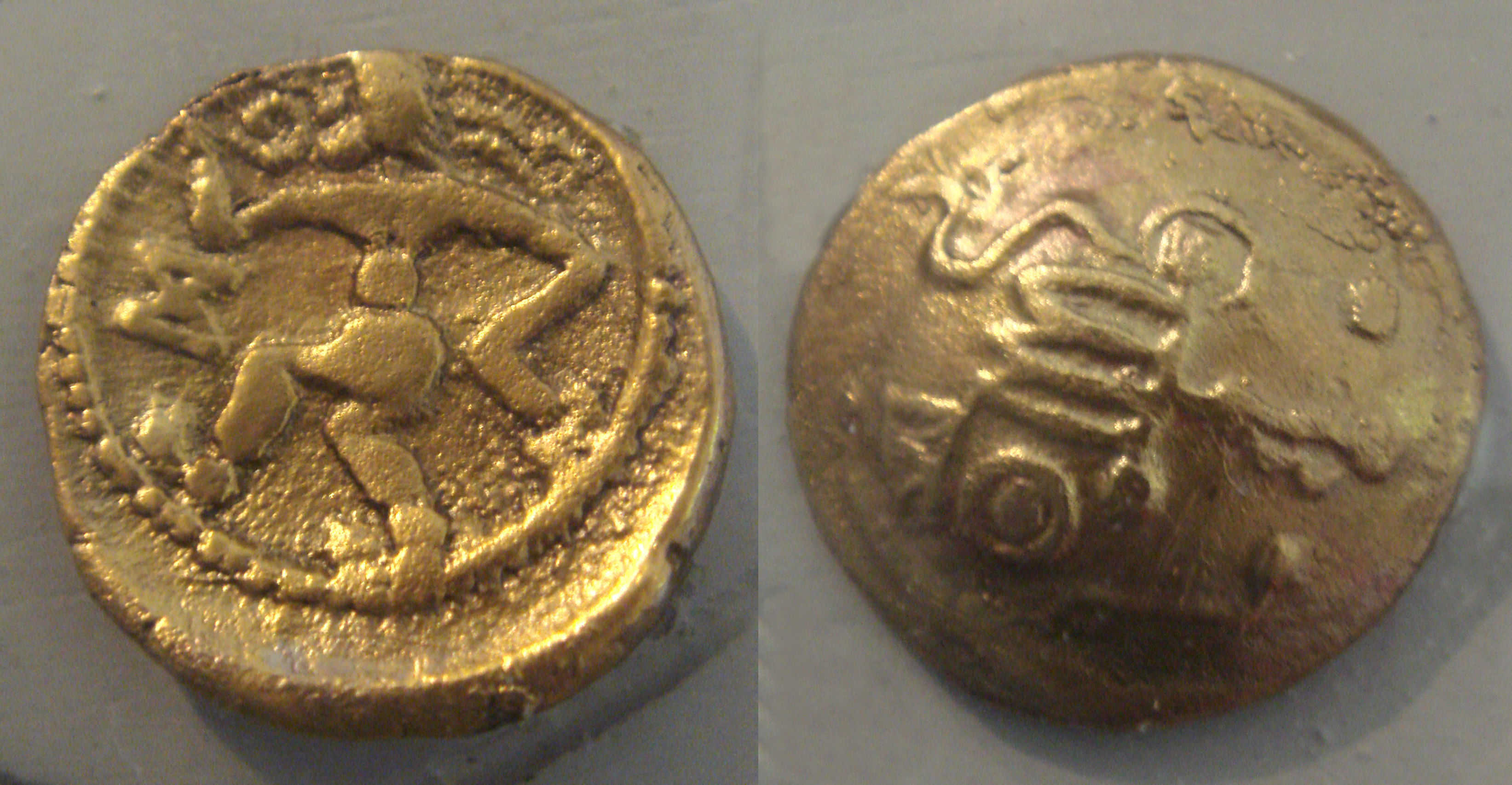
Монеты намнетов.

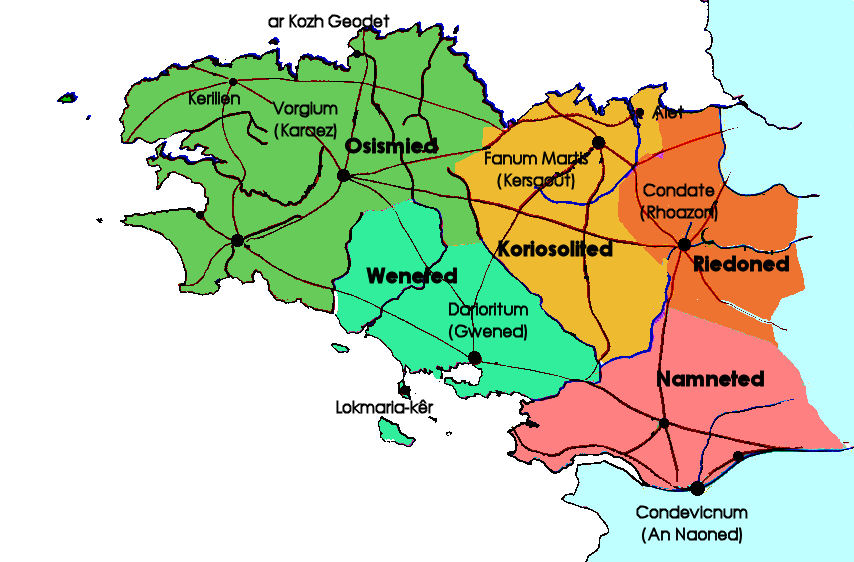
Карта галлов на территории Бретани:
Осисмии
Венеты
Кориосолиты
Редоны
Намнеты

Намнеты — племя древней Галлии, жившее в районе современного города Нант у реки Лигер (современная Луара). Они были соседями с венетами на северо-западе, редонами на севере, андекавами на востоке и пиктонами на юге. Весной 56 года до н.э. во время галльских войн, согласно Цезарю, намнеты объединились с венетами для борьбы с флотом, созданным Цезарем. Децим Юний Брут Альбин, командующий римским флотом, в итоге выиграл битву.
Во время римского господства столица намнетов находилась в месте слияния Луары и Эрдре; её название было, вероятно, Кондевикнум (Condevicnum). В III веке н.э. город стал известен как Портус Намнетум, затем Нант в средние века.

## Остров женщин Самнитов/Намнетов
Согласно Страбону, цитирующему Посидония, в океане есть остров у выхода реки Луары, на котором обитают «женщины самниты», что обычно считается ошибкой и на самом деле относят к «Намните» или намнетам. На острове никого не было, и женщины сами отплывали от него, чтобы иметь общение с мужчинами на континенте, прежде чем вернуться туда снова. У них также был странный обычай открывать свой храм каждый год и снова закрывать его в тот же день перед закатом, и каждая женщина приносила свою жертву на крышу. Если жертва выпадала из рук женщины, то была разделена остальными, и они якобы несли куски вокруг храма с безумным криком «Ев-ах».
Согласно французскому археологу Жан-Луи Брунозу, есть три причины считать данную историю фактом. Во-первых, влажный и ветреный климат Западной Галлии предполагает, что галльские жилища (из ветвей или тростника) повторно покрывались каждый год. Во-вторых, не уронить новый материал, по мнению Плиния Старшего, было распространенной религиозной практикой кельтов. В-третьих, обход существовал как обряд среди кельтов согласно Посидонию.